# Amomum flavidulum
Amomum flavidulum är en enhjärtbladig växtart som beskrevs av Henry Nicholas Ridley. Amomum flavidulum ingår i släktet Amomum och familjen Zingiberaceae. Inga underarter finns listade i Catalogue of Life.